# Timoteij
Timoteij est un groupe de musique suédois créé en 2008 et composé de quatre jeunes femmes : Cecilia Kallin, Bodil Bergström, Elina Thorsell et Johanna Pettersson, toutes nées en 1991.

## Historique
Le groupe se forme en décembre 2008.
Le groupe participe en 2010 au  Melodifestivalen, avec la chanson Kom, qui se classe à la cinquième place de la finale.
En 2012, Elles participent de nouveau au  Melodifestivalen, avec la chanson Stormande hav.
À l'été 2014, Johanna Pettersson quitte le groupe pour se concentrer sur sa carrière de danseuse.

## Membres
- Johanna Pettersson (née le 31 mai 1991 à Tibro) – violon, chant
- Bodil Bergström (née le 20 juin 1991 à Skara) – accordéon, chant
- Cecilia Kallin (née le 4 décembre 1991 à Falköping) – guitare, chant
- Elina Thorsell (née le 27 avril 1991 à Skövde) – flûte, chant

## Discographie

### Album
| Année | Titre | Classement |
| Année | Titre | SWE        |
| ----- | --- | ---------- |
| 2010  | Längtan - 1er album studio - Sortie: 28 avril 2010 - Label: Universal/Lionheart International - Genre: Pop | 1          |
| 2012  | Tabu - 2e album studio - Sortie: 16 mai 2012 - Label: BGR/Musiccenter Records - Genre: Pop                 | 2          |

### Singles
| Année | Titre             | Classement | Album   |
| Année | Titre             | Suède      | Album   |
| ----- | ----------------- | ---------- | ------- |
| 2010  | Kom               | 2          | Längtan |
| 2010  | Högt över ängarna | 3          | Längtan |
| 2011  | Het               |            | Tabu    |
| 2012  | Stormande hav     | 34         | Tabu    |
| 2012  | Tabu              |            | Tabu    |